# Tip 90
Tip 90 (Japanski: 90式戦車 きゅうまるしき せんしゃ ) je japanski borbeni tenk koji je veliki napredak za japansku vojnu industriju. Tenk proizvodi Mitsubishi Heavy Industries i trenutno ih je napravljeno više od 300 komada. Cijena jednog Tip 90 tenka je oko 790 milijuna japanskih jena ili 7.4 milijuna američkih dolara. Japan svoje tenkove proizvodi samo za vlastite potrebe.

## Povijest
Nakon Tip 74 tenka, Japanci su htjeli napraviti tenk koji bi bez problema porazio ruskog T-72. Kao rezultat toga razvijan je prototip TK-X MBT od 1976. do 1977. godine. Mitsubishi Heavy Industries bio je glavni u razvoju, a dijelove su radili i Japan Steel Works, Daikin Industries, Mitsubishi Electric Corporation, Fujitsu Company i NEC Corporation.
Prva dva prototipa napravljeni su 1980. i bili su opremljeni japanskim topom od 120 mm topom (proizvod / la Japan Steel Works Limited), a streljivo (proizvod po Daikin Industries Limited) dovršeno je 1982. godine. Izvedena su testiranja i napravljena poboljšanja na kupoli i izmijenjen je dizajn.
Drugi niz od četiri prototipa napravljeni su između 1986. i 1988. godine koji uključuju poboljšanja koja su izvedena na prva dva prototipa. Dodan je Rheinmetall 120 mm glatkocijevni top kojeg koriste Leopard 2 i M1A2 Abrams MBT. Uz iznimku topa od 120 mm, koji je napravljen pod dozvolom od Njemačke, Tip 90 i njegov podsustav je u potpunosti projektiran i izgrađen u Japanu. Serijska proizvodnja je krenula 1989. godine.

## Vatrena moć
Tip 90 koristi licenciranu kopiju njemačkog Rheinmetall L44 120 mm glatkocijevnog topa kojeg proizvodi Japan Steel Works. To je isti top koji je montiran i na američki M1 Abrams, njemački Leopard 2, južnokorejski K1 i izraelski Merkava Mk 3/Mk 4. U Tip 90 ugrađen je kvalitetan SUP koji se sastoji od 32-bitnog balističkog računala, termovizije, automatskog sustava za praćenje cilja koji je sposoban pratiti vojnika, vozilo i helikopter. Kupola i top pokreću se uz pomoć elektromotora. Top se puni automatski a u slučaju kvara može se punit i ručno. Prilikom punjenja top se mora vratiti u vodoravni položaj. Tip 90 sposoban je precizno pogađati pokretne ciljeve u svim vremenskim uvjetima.

## Oklopna zaštita
Oklop tenka Tip 90 je sličan oklopu koji ima Leopard 2. Iako su podaci o oklopu stroga tajna pretpostavlja se da koristi modularni keramički kompozitni oklop.U izgradi oklopa sudjelovale su tvrtke Mitsubishi Heavy Industries i Kyoto Ceramci Company. Čelik koji je rabljen za tijelo nije samo tvrd nego je i elastičan. Ploče kompozitnog oklopa štite prednju stranu tijela i kupole. Na bokovima su zavjesice od tvrdog čelika koje štite podvozje. Može se i ugraditi radioaktivni oklop koje se postavljaju na kupolu i prednji dio tijela.

## Pokretljivost
Tip 90 koristi Dieselov motor Mitsubishi 10ZG s 10 cilindara najveće snage 1500KS (1100 kW). Taj višegorivi dvotaktni motor ima elektronički kontrolirano direktno ubrizgavanje goriva i vodeno hlađenje. Motor je povezan s MT1500 Mitsubishi automatskim prijenosom. Najveća brzina je 70 Km/h i omjer snage i težine je 30 KS/t. S 1100 litara goriva može prijeći 400 kilometara.

## Korisnici
- Japan: 310-315 (2007)

## Vanjske poveznice
- (en) Tip 90 tenk na Federation of American Scientists
- (en) Tip 90 tenk na Globalsecurity.org
- (en) Main Battle Tank Tip 90  Arhivirana inačica izvorne stranice od 9. svibnja 2008. (Wayback Machine) na ArmsWorld
- (en) Type 90 Main Battle Tank na Historyofwar
- (en) 120 mm L44 tenkovski top  Arhivirana inačica izvorne stranice od 27. rujna 2007. (Wayback Machine) na Rheinmetall AG